# Cecilia Brækhus
Cecilia Brækhus, född 28 september 1981 i Cartagena i Colombia, är en norsk boxare, och före detta kickboxare, adopterad vid två års ålder till, och uppvuxen i, Bergen på Norges västkust. 

## Karriär
Som tredje kvinna någonsin (tillsammans med Claressa Shields och Katie Taylor) och sjunde person totalt, har hon haft världsmästartitlarna i de fyra stora organisationerna  WBO, WBA, WBC och IBF samtidigt. När hon sedan vann IBO-titeln 2016 blev hon den första boxare någonsin, alla kategorier, att inneha titlarna från fem sanktionerade organisationer samtidigt.

### Kickboxning
Brækhus började med kickboxning när hon var fjorton. Som kickboxare började hon som amatör i formen semikontakt och blev europamästare 2002 och världsmästare 2003 i 65 kg-klassen. 

### Boxning
Brækhus gick sedan över till boxning. Först som amatör, därefter som professionell boxare. Hon debuterade som proffs  2007 och blev världsmästare i weltervikt (WBA och WBC) 2009. Därefter har hon tagit flera bälten och också försvarat sina bälten i många matcher.
Proffsboxning har tidigare varit förbjudet i Norge. 2014 blev det tillåtet och den 1 oktober 2016 boxades Cecilia under The Homecoming som var den första professionella matchen på norsk mark efter att det hade blivit tillåtet med proffsboxning i Norge.
9 juni 2017 vann hon sin 31:a professionella match under utomhusarrangementet Battle of Bergen. Brækhus har tidigare räknats som världens bästa kvinnliga boxare, "pound for pound".
Den 21 oktober 2017 vann Brækhus sin 32:a professionella match under "Oslofjord fight night". Motståndare var Mikaela Laurén från Sverige. Matchen var avgjord redan i rond 6 på teknisk knockout.
Hon förlorade titlarna i augusti 2020 till Jessica McCaskill. Hon förlorade också i mars 2021, också mot Jessica McCaskill

## Tävlingsfacit

### Amatörboxning
| Antal matcher | Vunna matcher | Förlorade matcher |
| ------------- | ------------- | ----------------- |
| Totalt        | 75            | 5                 |

### Sociala media
- Cecilia Braekhus – Instagram